# Brooks England

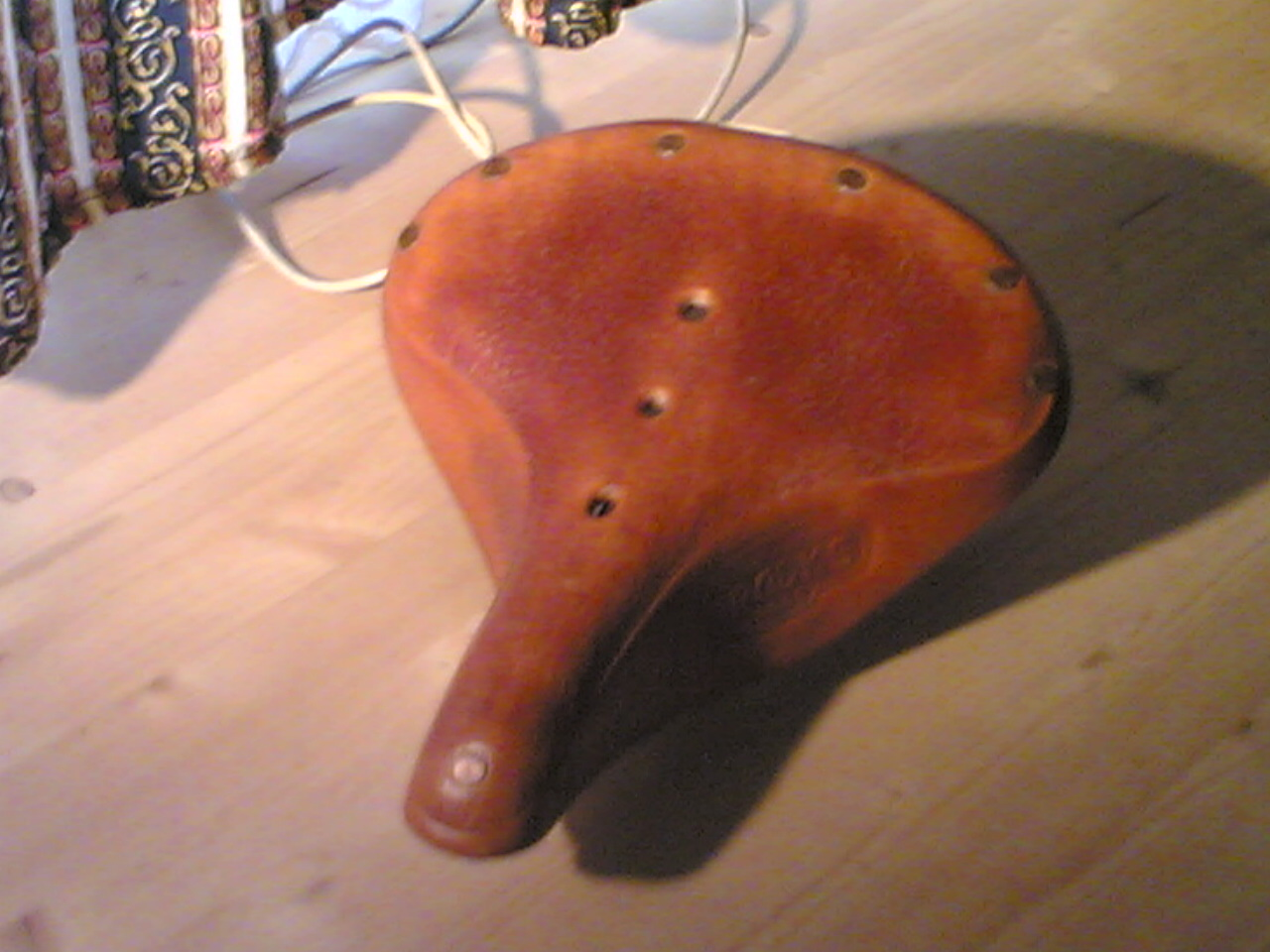
Седло Brooks B-67

Brooks England — английский производитель велосипедных сёдел в Сметике, Уэст-Мидлендс. Компания была основана в Хокли, Бирмингем и производит товары из кожи с 1866 года. Производство велосипедных сёдел началось в 1880-х годах, а первый патент был зарегистрирован в 1882 году. Согласно семейной легенде, John Boultbee Brooks, производитель сёдел для лошадей, решил использовать велосипед после того, как его лошадь скончалась, но обнаружил, что деревянные сёдла крайне неудобны. В результате он пообещал решить эту проблему, после чего и была основана компания Brooks.

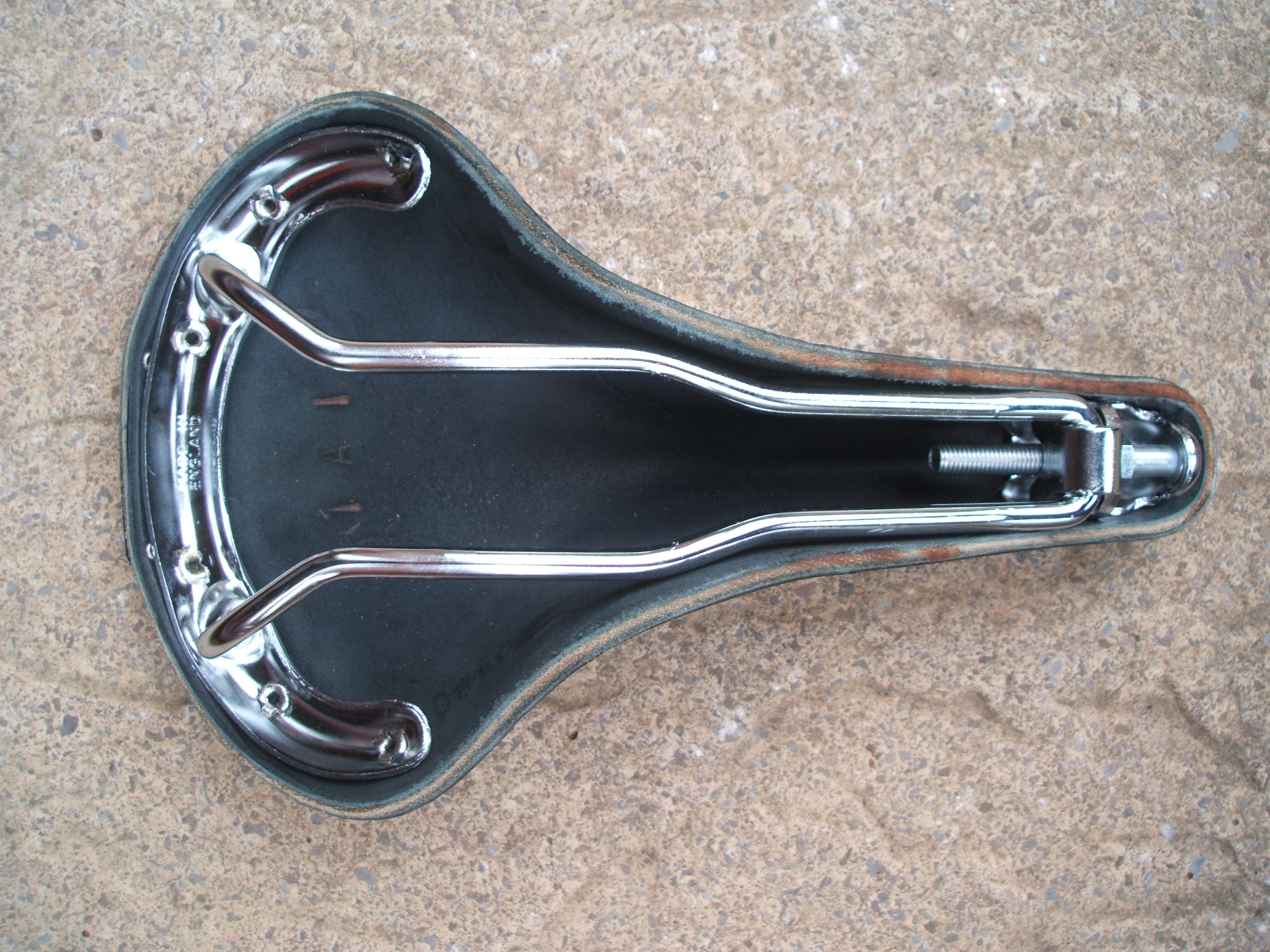
Обратная сторона седла Team Pro Classic

Основу седла Brooks составляет натуральная кожа, растянутая между широкой металлической рамкой сзади и узкой рамкой спереди с помощью заклёпок. Передняя рамка может двигаться вперёд с помощью регулировочного болта и служит для натяжки кожи. Важно не перетянуть седло, иначе кожа может повредиться, особенно около заклёпок. Обычно регулировка не требуется до тех пор, пока седло не станет заметно просевшим. В этом случае надо повернуть болт на четверть оборота или больше до тех пор, пока верх седла опять не станет упругим и удобным.
Новое седло необходимо «разносить». Обычно через 100—1000 км езды, в зависимости от типа кожи, на седле в районе седалищных костей появляются характерные вдавленные участки. Они возникают в результате локального растяжения кожи под весом велосипедиста. Это делает седло очень удобным именно для этого конкретного велосипедиста. Седло со временем становится всё более и более удобным. Некоторые велосипедисты отмечают, что оно удобно с самого начала, даже без периода «разнашивания», в то время как для других седло так и не становится удобным спустя тысячи километров пробега. А происходит это потому, что на самом деле со временем меняется не седло, а зад велосипедиста.